# All Night Nippon
 (novembre 2023).
Si vous disposez d'ouvrages ou d'articles de référence ou si vous connaissez des sites web de qualité traitant du thème abordé ici, merci de compléter l'article en donnant les références utiles à sa vérifiabilité et en les liant à la section « Notes et références ».
All Night Nippon est une émission de radio japonaise diffusé par Nippon Broadcasting System (en) et d'autres stations de radio de 1 à 5 heures du matin (JST). Elle est très populaire dans son pays.
L'audience la plus haute fut atteinte la nuit du 1er octobre 1967.

## Animateurs
[Quand ?]
- Lundi : Yuki Yamada
- Mardi : Gen Hoshino
- Mercredi : Nogizaka46
- Jeudi : Ninety Nine (duo manzai)
- Vendredi : Shimofuri Myojo (duo manzai)
- Samedi : Audrey (duo manzai)